# Мумина Хусейн Дарар
Мумина Хусейн Дарар (сомал. Muumina Xuseen Darar, род. июнь 1990, Джибути) — следователь антитеррористической полиции Джибути. В 2019 году госсекретарь США вручил ей Международную женскую премию за отвагу.

## Жизнь
Мумина Хусейн Дарар была старшей в семье из восьми детей. Получив степень по английскому языку в 2012 году, в 2013 году она поступила на службу в полицию Джибути. Там она стала специализироваться на антитеррористических расследованиях в качестве старшего следователя. Она участвовала в громких расследованиях, в результате которых были осуждены многие террористы «аш-Шабаб». Эти расследования позволили Национальной полиции Джибути предотвратить несколько уже запланированных терактов после нападения в Джибути на Ла-Шомьер в 2014 году.
Мумина создала местную благотворительную организацию, чтобы помогать нуждающимся детям, а также предоставляющую другие услуги и помощь местному сообществу.
7 марта 2019 года она получила женскую награду за отвагу от Майка Помпео, государственного секретаря США.